# Bahamas i olympiska sommarspelen 1976
Bahamas deltog i de olympiska sommarspelen 1976 med en trupp bestående av elva deltagare, tio män och en kvinna, vilka deltog i 13 tävlingar i tre sporter. Ingen av landets deltagare erövrade någon medalj.

## Friidrott
Herrar
| Idrottare                                               | Gren                  | Heat     | Heat      | Kvartsfinal      | Kvartsfinal      | Semifinal        | Semifinal        | Final            | Final            |
| Idrottare                                               | Gren                  | Resultat | Placering | Resultat         | Placering        | Resultat         | Placering        | Resultat         | Placering        |
| ------------------------------------------------------- | --------------------- | -------- | --------- | ---------------- | ---------------- | ---------------- | ---------------- | ---------------- | ---------------- |
| Walter Callander                                        | 200 meter             | 21,79    | 4 Q       | 21.78            | 6                | Gick inte vidare | Gick inte vidare | Gick inte vidare | Gick inte vidare |
| Leonard Jervis                                          | 100 meter             | 10,87    | 7         | Gick inte vidare | Gick inte vidare | Gick inte vidare | Gick inte vidare | Gick inte vidare | Gick inte vidare |
| Clive Sands                                             | 100 meter             | 10,82    | 6         | Did not advance  | Did not advance  | Did not advance  | Did not advance  | Did not advance  | Did not advance  |
| Clive Sands                                             | 200 meter             | DNF      | DNF       | Gick inte vidare | Gick inte vidare | Gick inte vidare | Gick inte vidare | Gick inte vidare | Gick inte vidare |
| Mike Sands                                              | 100 meter             | 10,65    | 4 Q       | DNS              | DNS              | Gick inte vidare | Gick inte vidare | Gick inte vidare | Gick inte vidare |
| Mike Sands                                              | 400 meter             | 46,52    | 2 Q       | 46,48            | 6                | Gick inte vidare | Gick inte vidare | Gick inte vidare | Gick inte vidare |
| Danny Smith                                             | 110 meter häck        | 14,13    | 6         | Gick inte vidare | Gick inte vidare | Gick inte vidare | Gick inte vidare | Gick inte vidare | Gick inte vidare |
| Danny Smith Walter Callander Clive Sands Leonard Jervis | 4 x 100 meter stafett | 40,47    | 5 q       | i.u.             | i.u.             | 40,53            | 7                | Gick inte vidare | Gick inte vidare |

| Idrottare      | Gren      | Kval    | Kval     | Final            | Final            |
| Idrottare      | Gren      | Distans | Position | Distans          | Position         |
| -------------- | --------- | ------- | -------- | ---------------- | ---------------- |
| Fletcher Lewis | Längdhopp | 7,73    | 12 q     | 7,61             | 11               |
| Phil Robins    | Tresteg   | NM      | NM       | Gick inte vidare | Gick inte vidare |

Damer
| Idrottare       | Gren      | Heat     | Heat      | Kvartsfinal      | Kvartsfinal      | Semifinal        | Semifinal        | Final            | Final            |
| Idrottare       | Gren      | Resultat | Placering | Resultat         | Placering        | Resultat         | Placering        | Resultat         | Placering        |
| --------------- | --------- | -------- | --------- | ---------------- | ---------------- | ---------------- | ---------------- | ---------------- | ---------------- |
| Shonel Ferguson | 100 meter | 12,26    | 28        | Gick inte vidare | Gick inte vidare | Gick inte vidare | Gick inte vidare | Gick inte vidare | Gick inte vidare |

| Idrottare       | Gren      | Kval    | Kval     | Final            | Final            |
| Idrottare       | Gren      | Distans | Position | Distans          | Position         |
| --------------- | --------- | ------- | -------- | ---------------- | ---------------- |
| Shonel Ferguson | Längdhopp | 5,62    | 28       | Gick inte vidare | Gick inte vidare |

## Segling
| Seglare         | Gren      | Lopp | Lopp | Lopp | Lopp | Lopp | Lopp | Lopp | Nettopoäng | Slutlig ställning |
| Seglare         | Gren      | 1    | 2    | 3    | 4    | 5    | 6    | 7    | Nettopoäng | Slutlig ställning |
| --------------- | --------- | ---- | ---- | ---- | ---- | ---- | ---- | ---- | ---------- | ----------------- |
| Michael Russell | Finnjolle | 27   | 21   | 18   | 18   | 23   | DNF  | 22   | 165,0      | 25                |

## Simning
| Tävlande      | Gren           | Heat    | Heat      | Semifinal        | Semifinal        | Final            | Final            |
| Tävlande      | Gren           | Tid     | Placering | Tid              | Placering        | Tid              | Placering        |
| ------------- | -------------- | ------- | --------- | ---------------- | ---------------- | ---------------- | ---------------- |
| Andy Knowles  | 200 m frisim   | 2:00.18 | 5         | Gick inte vidare | Gick inte vidare | Gick inte vidare | Gick inte vidare |
| Andy Knowles  | 400 m frisim   | 4:10.78 | 6         | Gick inte vidare | Gick inte vidare | Gick inte vidare | Gick inte vidare |
| Bruce Knowles | 100 m bröstsim | 1:11.65 | 6         | Gick inte vidare | Gick inte vidare | Gick inte vidare | Gick inte vidare |